# Pinehurst Golf & Country Club
De Pinehurst Golf & Country Club is een golfclub in Bangkok, Thailand.
De club werd in 1990 geopend en heeft drie lussen van 9 holes, de North Lake course, de South Greenfield course en de moeilijkste baan, de West Forrest course.
Eind januari 1992 was Pinehurst gastheer van de Johnnie Walker Classic, die met een score van -20 gewonnen werd door de Zuid-Afrikaan Ian Palmer. De Apartheid-boycot tegen Zuid-Afrikaanse sporters was net in juni 1991 opgeheven. Pinehurst was reeds een van de beroemdste golfbanen van Thailand. Het clubhuis was toen een lang laag gebouw met een veranda achterlangs. Aan het einde zat de caddiemaster, alle caddies waren oude vrouwen. Later werd er een modern gebouw neergezet dat van alle gemakken voorzien werd.
In 1994 werd het Thailand Open op Pinehurst gespeeld. Winnaar was Chien-soon Lu.
Tegenwoordig wordt Pinehurst druk bezocht door lokale spelers. Het aantal golfers in Thailand is de laatste twintig jaar enorm toegenomen en er zijn veel nieuwe golfbanen bij Bangkok aangelegd. Pinehurst behoort nu tot de 'oude glorie'. De baan wordt 's nachta verlicht.

## Trivia
- In North Carolina bevindt zich een gelijknamige baan, Pinehurst (opgericht in 1895).